# André Vacherot

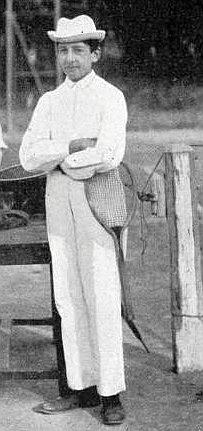
André Vacherot im Jahr 1897

André Pierre Aurèle Gaston Vacherot (* 5. Juni 1877 in Paris; † 22. Februar 1924 in Rouen) war ein französischer Tennisspieler.

## Leben und Karriere
Vacherot erreichte bei den Französischen Tennismeisterschaften sieben Mal das Endspiel im Herreneinzel. 1894 und 1896 besiegte er Gérard Brosselin, 1895 Laurent Riboulet und 1901 Paul Lebreton. In den Jahren 1903 und 1904 verlor er das Endspiel jeweils gegen Max Décugis und 1905 gegen Maurice Germot. Alle seine Finalgegner waren Franzosen.
Das „Championnat de France“ im Herrendoppel konnte André Vacherot zweimal für sich behaupten; zuerst 1895, als gemeinsam mit dem deutschen Tennisspieler Christian Winzer das französische Duo Paul Lebreton - Paul Lecaron 2-0 (6:2, 6:1) geschlagen wurde, dann 1901, als er im Team mit seinem jüngeren Bruder Marcel erneut den Meistertitel holen konnte.
Sein Bruder Marcel konnte das Herreneinzel Turnier 1902 mit 6:4 und 6:2 gegen Max Décugis gewinnen.
André Vacherot zählte zu den besten französischen Tennisspielern seiner Zeit. In Roland Garros waren nur Rafael Nadal mit 14, Max Décugis mit acht, Björn Borg mit sechs und Henri Cochet mit fünf Titeln erfolgreicher als er.
Die Brüder André und Marcel waren Enkelkinder des französischen Philosophen Étienne Vacherot.

## Referenzen
- French Open – Men: Singles
- Profil von André Vacherot auf tennisarchives.com (englisch)